# Freemake Audio Converter
Freemake Audio Converter è uno strumento di conversione audio freeware sviluppato da Ellora Assets Corporation. Il programma è usato per convertire fra diversi formati audio, unire file audio, ed estrarre l'audio da file video. Freemake Audio Converter 1.0.0 non supporta la Masterizzazione.

## Funzioni
Freemake Audio Converter accetta più di 40 formati audio tra cui MP3, WMA, WAV, FLAC, AAC, M4a, OGG, AMR, AC3 e AIFF. Può convertire audio in MP3, WMA, WAV, FLAC, AAC, M4a, e OGG, e può preparare i files per il playback su diversi lettori musicali portatili, come Zune, Coby, SanDisk, Sansa, iRiver, Walkman, Archos, e GoGear. Può convertire file audio in file M4a per iPad, iPhone, e iPod ed aggiungere automaticamente i file convertiti alla libreria di iTunes.
Freemake Audio Converter utilizza un metodo di conversione Batch per convertire simultaneamente diversi file audio. Il programma può anche unire diversi file audio in un unico file. Il software include diversi metodi di default per ogni formato di output supportato e l'abilità di creare un default personalizzato, fornendo il bitrate, i canali audio, e il campionamento.
Il programma riesce ad estrarre la traccia audio da diversi formati video, come DVD, M4a, AVI, MPEG, H.264, MKV, DIVX, MOV, WMV, VOB, 3GP, RM, QT, e FLV.
L'interfaccia utente di Freemake Audio Converter è basata sulla tecnologia Windows Presentation Foundation.